# 3871 Reiz
3871 Reiz је астероид главног астероидног појаса са средњом удаљеношћу од Сунца која износи 3,192 астрономских јединица (АЈ).
Апсолутна магнитуда астероида је 12,0.